# 프랑스 수화어족
프랑스 수화 어족(-手話語族)은 프랑스 수화, 정확히는 프랑스 수화의 전신인 고프랑스 수화(Old French Sign Language)에 유래한 수화 어족이다. 유럽 대부분과 북아메리카 등지에서 널리 사용된다.

## 같이 보기
- 영국 수어어족